# Operazione Harvest Moon
L'operazione Harvest Moon (letteralmente: "Plenilunio dell'Equinozio d'autunno, il momento della raccolta - harvest - dei frutti") fu una vasta operazione bellica condotta tra il 9 e il 20 dicembre 1965 durante la guerra del Vietnam ed eseguita dal 2º battaglione del 7º reggimento Marines, dal 3º battaglione del 3º reggimento Marines, dalle compagnie "Lima" ed "Echo" del 2º battaglione del 9º reggimento Marines, dalla compagnia "Golf" del 2º battaglione del 4º reggimento Marines, dal 3º battaglione del 1º reggimento ARVN, dal 1º battaglione del 5º e 6º reggimento ARVN e dall'11º battaglione ranger ARVN, nel territorio dell'ex provincia di Quang Tin (Vietnam del Sud), 37 km a nord-ovest di Chu Lai, nelle valli di Phuoc Ha e Que Son, tra le risaie che predominano nel paesaggio dell'area interessata.

## Svolgimento
Pianificata fin dalla metà di novembre 1965, lo scopo dell'operazione consisteva nell'annientamento del 1º Battaglione Viet Cong segnalato fin dall'estate nell'area. Il terreno era particolarmente poco adatto all'azione dei blindati in quanto coltivato estesamente a risaie, quindi molto ricco di acquitrini. D'altronde, esso costituiva l'ideale campo d'azione della fanteria elitrasportata. Le operazioni vennero coordinate dopo che i vertici militari statunitensi e sudvietnamiti s'accordarono sul piano strategico.
Il giorno precedente all'inizio ufficiale dell'azione bellica (8 dicembre) a due battaglioni sudvietnamiti venne impartito l'ordine di convergere a 30 miglia (circa 40 km) a sud della città di Đà Nẵng, lungo il percorso dell'Highway 1, la principale arteria viaria della regione. Ai due battaglioni venne imposto di mantenere il silenzio - radio al fine di non permetterne la localizzazione da parte del nemico, ma l'ordine non fu mantenuto ed i Viet Cong tesero un agguato ai sudvietnamiti, decimandoli. L'indomani intervennero le forze elitrasportate statunitensi che vennero fatte segno di una fitta sparatoria da parte dei Viet Cong, con la conseguente perdita di 11 Marines e di 1 pilota d'elicottero ed il ferimento di altri 40 Marines. Le perdite nemiche furono stimate in circa 75 uomini.
Nel pomeriggio i Marines conquistarono Quota 43, una collina sita nei pressi di Thang Binh e vennero attaccati fino a notte fonda da 200 nemici. Il giorno successivo altre truppe statunitensi elitrasportate chiusero l'unica via di fuga rimasta per i Viet Cong, quella meridionale, attestandosi a contrastare l'arrivo dell'80º Battaglione Viet Cong che muoveva verso la Valle di Phuoc Ha lungo la rive settentrionale del fiume Song Chang (altrimenti noto come "fiume Khang"). Le operazioni belliche iniziarono ad esser contrastate dal Monsone che quotidianamente imperversava per una decina di giorni, rendendo le risaie delle vere e proprie paludi.
Le forze in campo vennero a contatto solo il 18 dicembre e la battaglia si sviluppò in modo cruento per 4 ore. Fu risolta dall'intervento dell'artiglieria pesante ed al termine della giornata si contarono 407 nemici uccisi e 33 presi prigionieri, a fronte di 45 Marines morti (tra cui entrambi i comandanti dei battaglioni e l'operatore radio) e 218 feriti. Pesanti furono le perdite dei sudvietnamiti che contarono 90 morti, 141 feriti e 91 dispersi. Il rastrellamento dell'area proseguì per altri due giorni ed alla sera del 20 dicembre fu decretata la fine dell'operazione e l'evacuazione dei combattenti sani, dei feriti e dei caduti tramite gli elicotteri.